# Brug 34

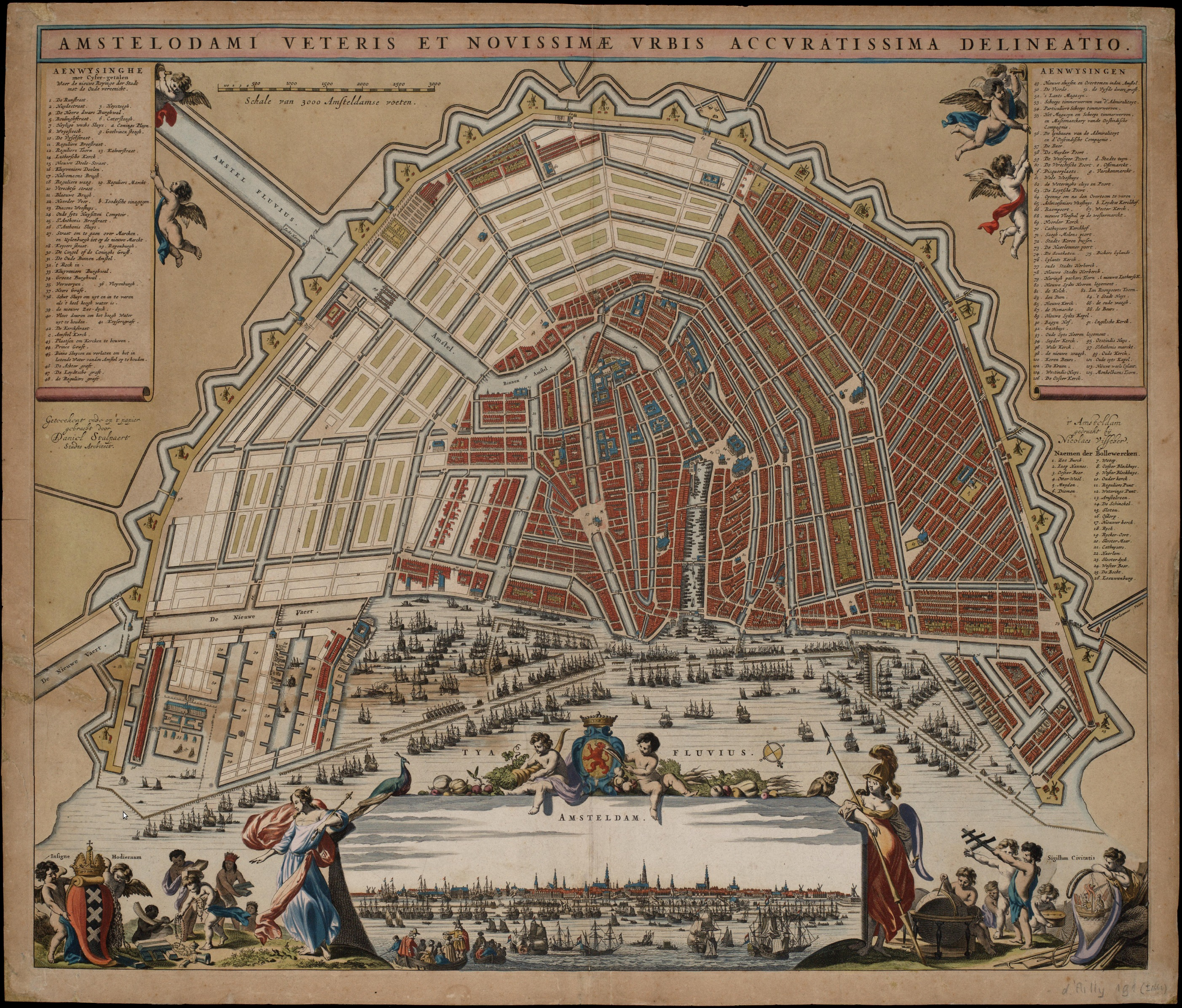
Kaart Daniël Stalpaert uit 1662

Brug 34 is een vaste brug in Amsterdam-Centrum.
De verkeersbrug, waar tramlijn 4 sinds 1948 over heen rijdt, is gelegen in de Utrechtsestraat en voert over de Herengracht. Het is de op een na laatste brug voordat de Herengracht onder de Hendrick Jacobsz. Staetsbrug (brug 35) in de Amstel stroomt. De brug, zelf geen monument, is omringd door gemeentelijke en rijksmonumenten, waarvan het gebouw van de Amsterdamsche Bank de grootste blikvanger is.
Er ligt hier al eeuwen een bouwwerk. Op de kaart van Jacob Bosch met de Vierde uitleg van circa 1679 is hier een sluis met overbrugging ingetekend met in het stuk naar de Amstel de kade van het Weesperveer (Weesoper-veer). Ook in de Keizersgracht en Prinsengracht lagen sluizen. Stadsarchitect Daniël Stalpaert had die sluizen ook al ingetekend in het ontwerpgedeelte van zijn kaart van 1662, maar het was toen nog voornamelijk leeg gebied aan de Utrechtse straet en Heere Graft. Hij meldde daarbij dat het ging om "Binne sluysen en verlaten om het in latende water vanden Amstel op te houden". In 1673 werden de Amstelsluizen gebouwd, waardoor de sluizen in de grachten hun functies verloren. Frederik de Wit tekende op zijn kaart in 1688 dus geen sluizen meer, maar lage bruggen.
In tegenstelling tot de meeste bruggen in de stad is deze brug ooit verhoogd in een tijdperk dat de tram al in zicht was. Het verzoek kwam rond 1884 vanuit de kant van de scheepvaart, die het vreemd vonden dat de brug 35 "hoog" was en men er wel onderdoor kon, maar dan amper 100 meter op deze lage brug stuitte. Tegelijkertijd met de verhoging van de brug, werd zij ook verbreed voor het landverkeer. De Amsterdamsche Omnibus Maatschappij had hierom gevraagd. De brug werd 14,10 meter breed (rijweg 9,60, trottoirs 2,25 m). In 1907 werd gekeken of de Utrechtsestraat gebruikt kon worden als radiaalweg de stad uit; zij zou daartoe tot 25 meter verbreed moeten worden. Het werd te duur geacht, de radiaalwegfunctie ging naar de Vijzelstraat, waarbij talloze gebouwen gesloopt werden. In 1913 werd opnieuw bekeken of verbreding noodzakelijk was; daar werd bij de bepaling van de rooilijn van de nieuwbouw van de Amsterdamsche Bank rekening mee gehouden, het is dan 1920. Vermoedelijk is rond die tijd de brug alweer verbreed. De straat zou tussen Rembrandtplein en Herengracht 20 meter breed worden (was 11,5 meter). Pas in laat 1927 begon men met de bouw van de bank, maar toen was de brug al breed. Ze dreigde daarbij ook slachtoffer te worden van een verzakking die optrad tijdens de heiwerkzaamheden.
De brug werd in de 21e eeuw een punt van geschil in de renovatie van de Utrechtsestraat en omgeving vanaf 2009. De aannemers werden het niet eens over de aanpak van genoemde brug. Het werk lag minstens een jaar stil vanwege onenigheid omtrent de dikte van het asfalt en de laagte van de brug. In november 2010 kon geconstateerd worden dat de brug stevig genoeg was voor het verkeer. Al in maart 2011 is er opnieuw discussie met de vraag of de twee andere bruggen in de Utrechtsestraat ook aangepast moeten worden. Na onderzoek blijkt dat die het nog wel 10 jaar zouden volhouden. In 2017 ligt er over de Herengracht een brug van spanbetonnen liggers en een betonnen wegdek tussen twee vernieuwde landhoofden.
1 · 2 · 3 · 4 · 5 · 6 · 7 · 8 · 9 · 10 · 11 · 12 · 13 · 14 · 15 · 16 · 17 · 18 · 19 · 20 · 21 · 22 · 23 · 24 · 25 · 26 · 27 · 28 · 29 · 30 · 31 · 32 · 34 · 35 · 36 · 37 · 38 · 39 · 40 · 41 · 42 · 43 · 44 · 45 · 46 · 47 · 48 · 49 · 50 · 51 · 52 · 53 · 54 · 55 · 56 · 57 · 58 · 59 · 60 · 61 · 62 · 63 · 64 · 65 · 66 · 67 · 68 · 69 · 70 · 71 · 72 · 73 · 74 · 75 · 76 · 77 · 78 · 79 · 80 · 81 · 82 · 84 · 85 · 86 · 87 · 88 · 89 · 90 · 91 · 92 · 93 · 94 · 95 · 96 · 97 · 98 · 99 · >>>
Brugnummers 33 en 83 zijn niet (meer) vergeven